# Sinagoga de Génova
La sinagoga de Génova, inaugurada en 1935, se encuentra en via Bertora 6 en Génova. Es, junto con las sinagogas de Trieste, Roma y Livorno, una de las cuatro grandes sinagogas monumentales del siglo XX en Italia y junto con la pequeña sinagoga ortodoxa de Rijeka (ahora en Croacia) uno de los ejemplos de sinagogas italianas construidas en la época fascista.

## Historia
Una comunidad de judíos genoveses se remonta a la Alta Edad Media. Casiodoro cuenta cómo entre 507 y 511, Teodorico el Grande "impidió que los judíos de Génova ampliaran la sinagoga existente y los obligó a limitarse a repararla; en esos mismos años, Teodorico confirmó a los judíos de Génova el derecho a cumplir con sus propias leyes en el campo religioso incluso cuando contradecían la legislación general".
Pequeños grupos de judíos estuvieron presentes en Génova especialmente a partir de 1658, cuando la ciudad se convirtió en puerto franco. En las áreas que les fueron asignadas como gueto, se cambiaron tres pequeños oratorios, ahora desaparecidos: en vico del Campo, en piazza dei Tessitori y cerca de las murallas de Malapaga. A principios del siglo XX, el desarrollo industrial produjo un rápido aumento demográfico; en pocos años llegaron a la ciudad ligura más de 2500 judíos. La comunidad judía de Génova quiso entonces dotarse de un edificio monumental, digno del estatus y prestigio de la ciudad. Es la sinagoga más grande construida en Italia durante el período fascista, en 1935.
El proyecto de la sinagoga se confió al arquitecto Francesco Morandi, quien concibió una estructura maciza y cuadrada de hormigón armado, coronada por una gran cúpula central y cuatro semicúpulas angulares. Las ventanas altas con rendijas se abren a las paredes. En la fachada está el gran portal coronado por una luneta con la imagen pintada de las Tablas de la Ley y la inscripción en hebreo: "Porque mi casa será llamada casa de oración de todos los pueblos" (Is 56,7). Sobre el portal hay un enorme rosetón en el que está representada la Estrella de David.
El interior tiene la forma de un gran anfiteatro, con dos altos matroneos semicirculares. El punto focal lo da el aron con la tevá al frente. Todo el mobiliario son modernos. En 1959 se colocaron tres vitrales, obra de Emanuele Luzzati, que representan los emblemas de las Doce tribus de Israel y la Menorá.
La sinagoga se utiliza actualmente como sede de la Comunidad judía de Génova.

## La redada del 3 de noviembre de 1943
Durante la Segunda Guerra Mundial, en el periodo de la ocupación nazi, la sinagoga de Génova fue teatro de uno de los más trágicos acontecimientos del Holocausto en Italia. El 3 de noviembre de 1943 tropas de las SS irrumpieron en la sinagoga y obligaron al guardia Bino Polacco bajo amenaza de muerte para sus hijos a convocar a los miembros de la comunidad para una presunta reunión en la sinagoga. Para los que cayeron en la trampa y se presentaron a la cita no hubo escapatoria. Finalmente, unos 50 judíos fueron capturados y enviados a Auschwitz, donde murieron. Entre ellos el entonces rabino jefe Riccardo Pacifici y el guardián Bino Polacco con su familia, incluidos sus hijos de 2 y 4 años. Una placa recordatoria de mármol colocada fuera del edificio recuerda a los 301 judíos genoveses que perecieron, víctimas de las deportaciones nazi-fascistas.

## Galería de imágenes

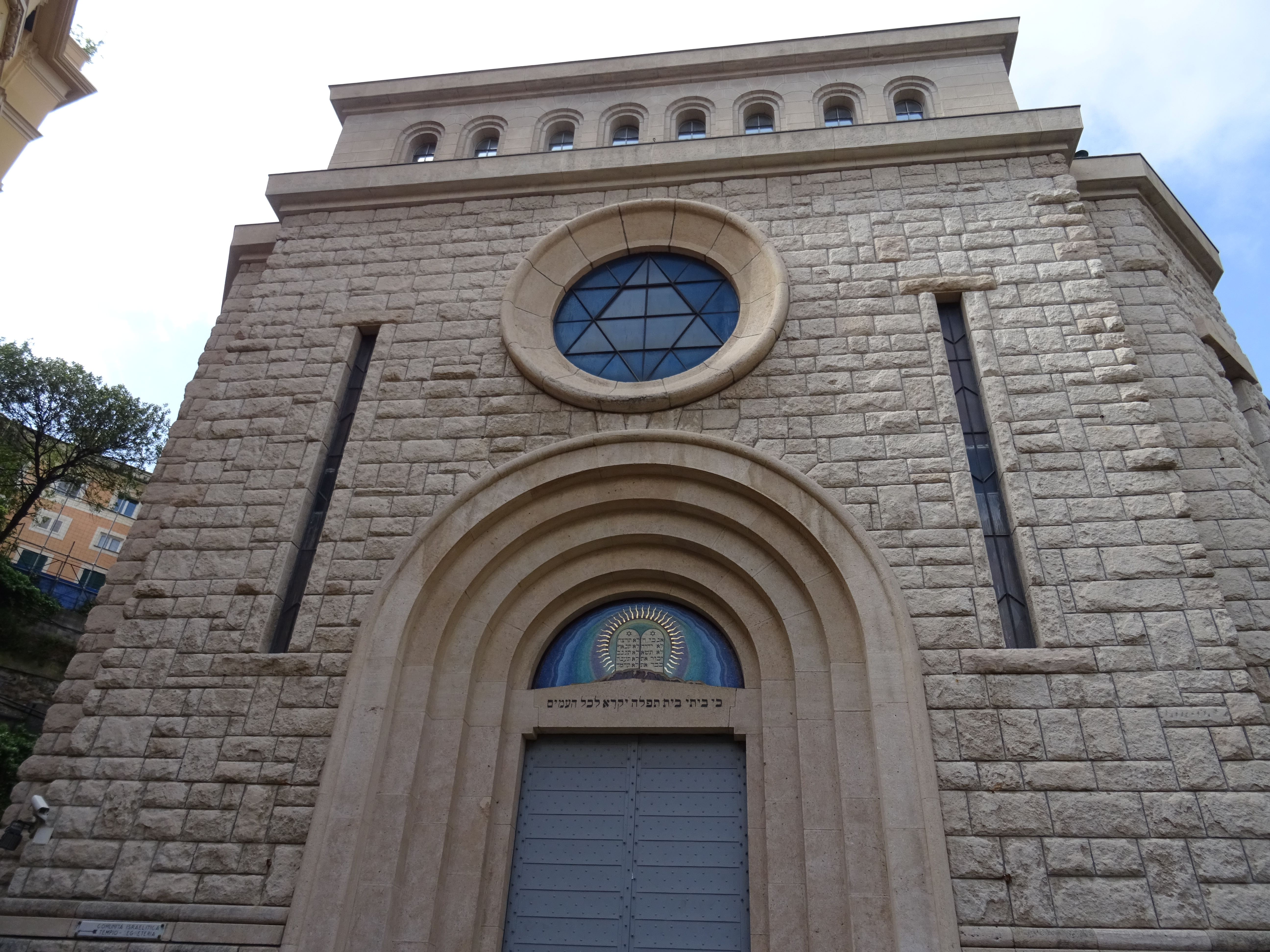
Entrada
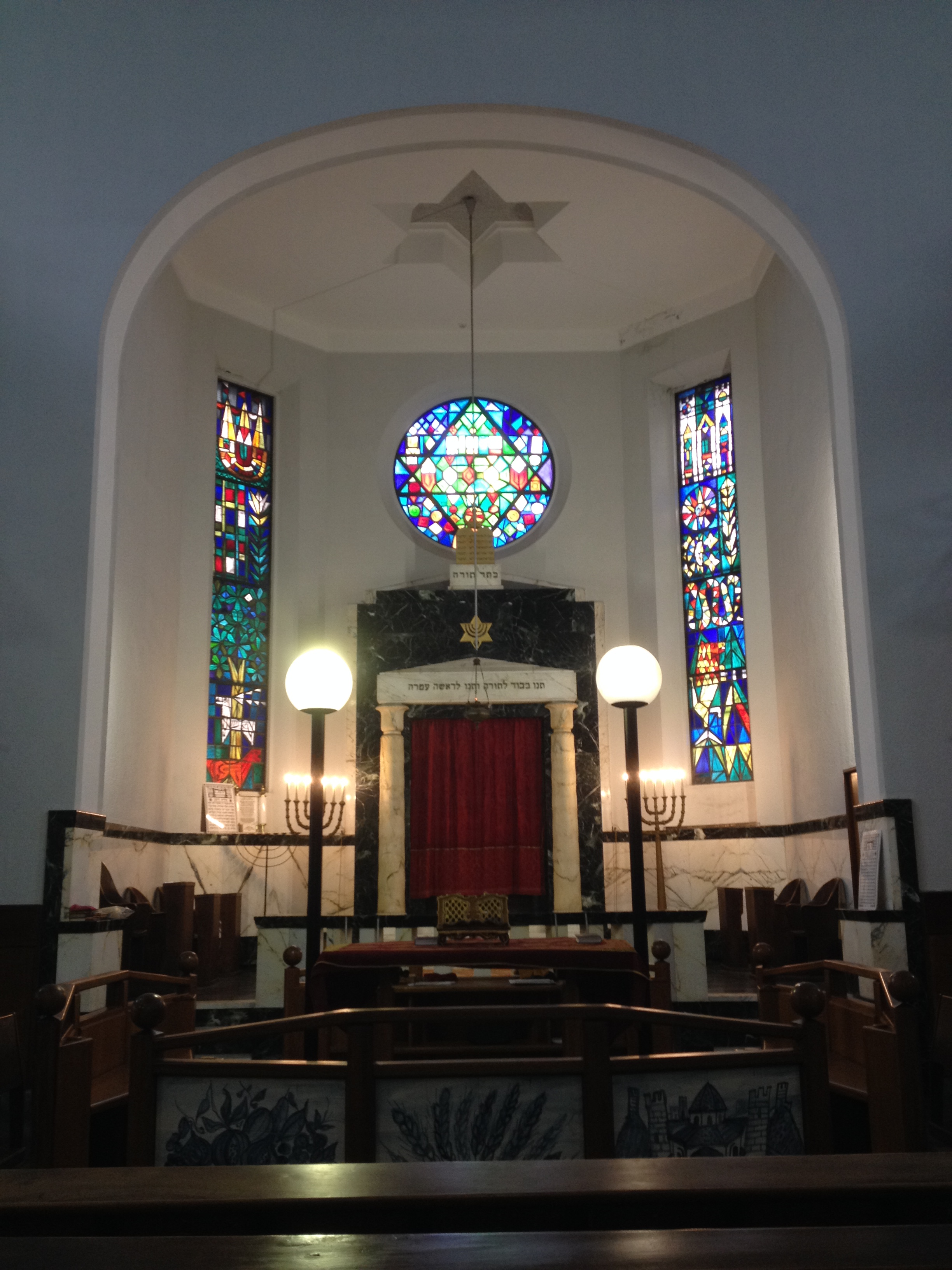
Interior
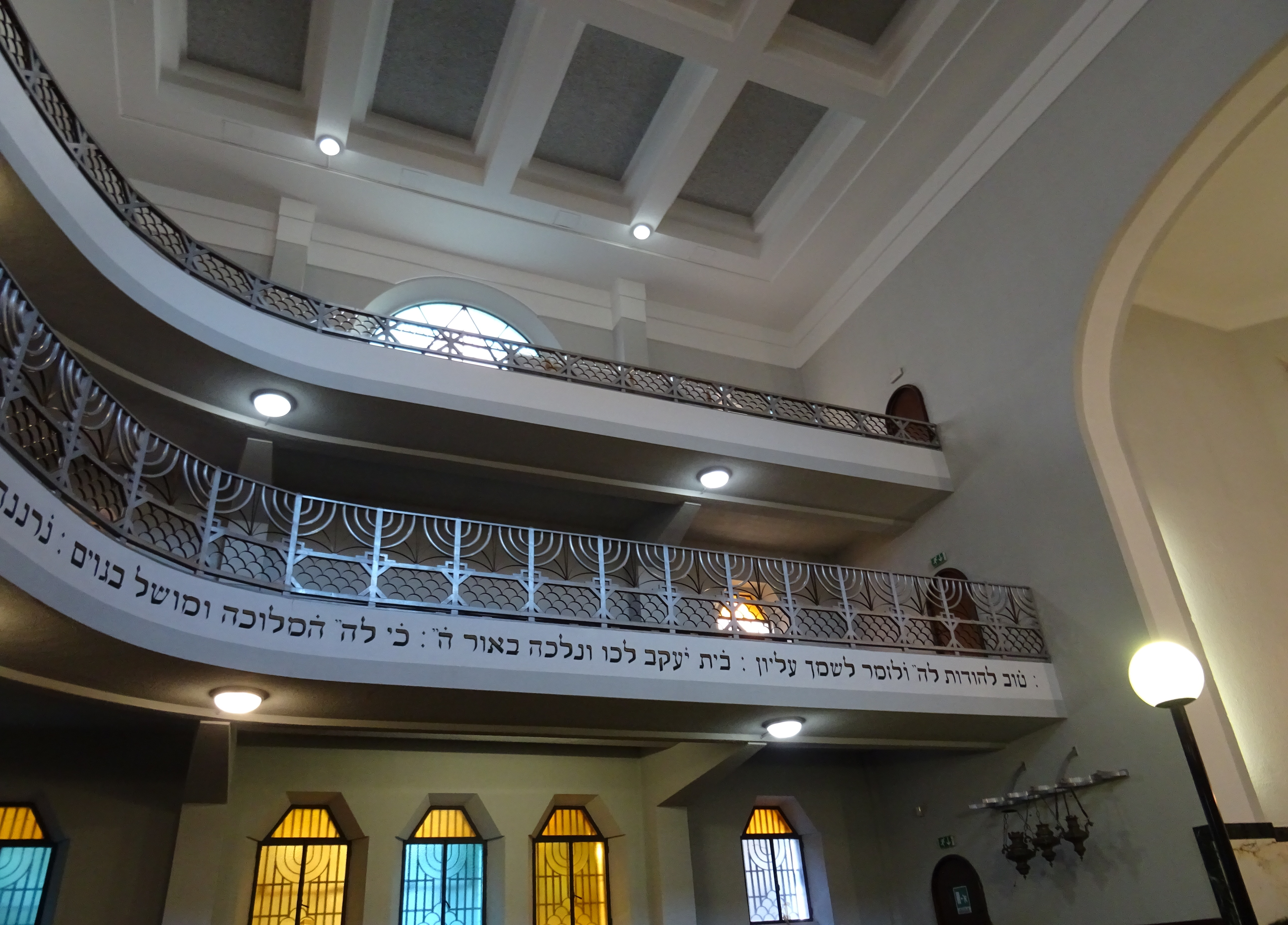
Matroneo
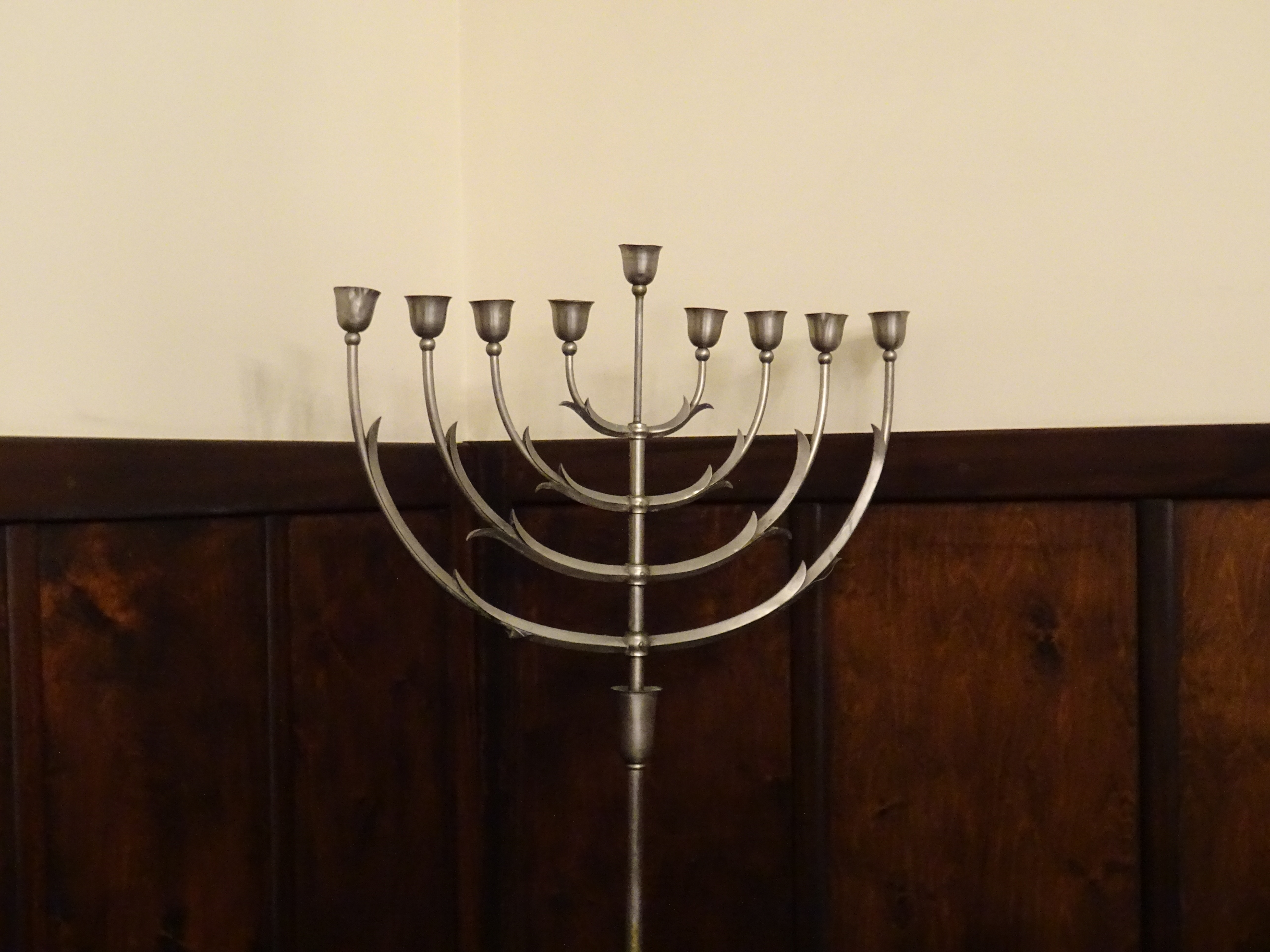
Janukia
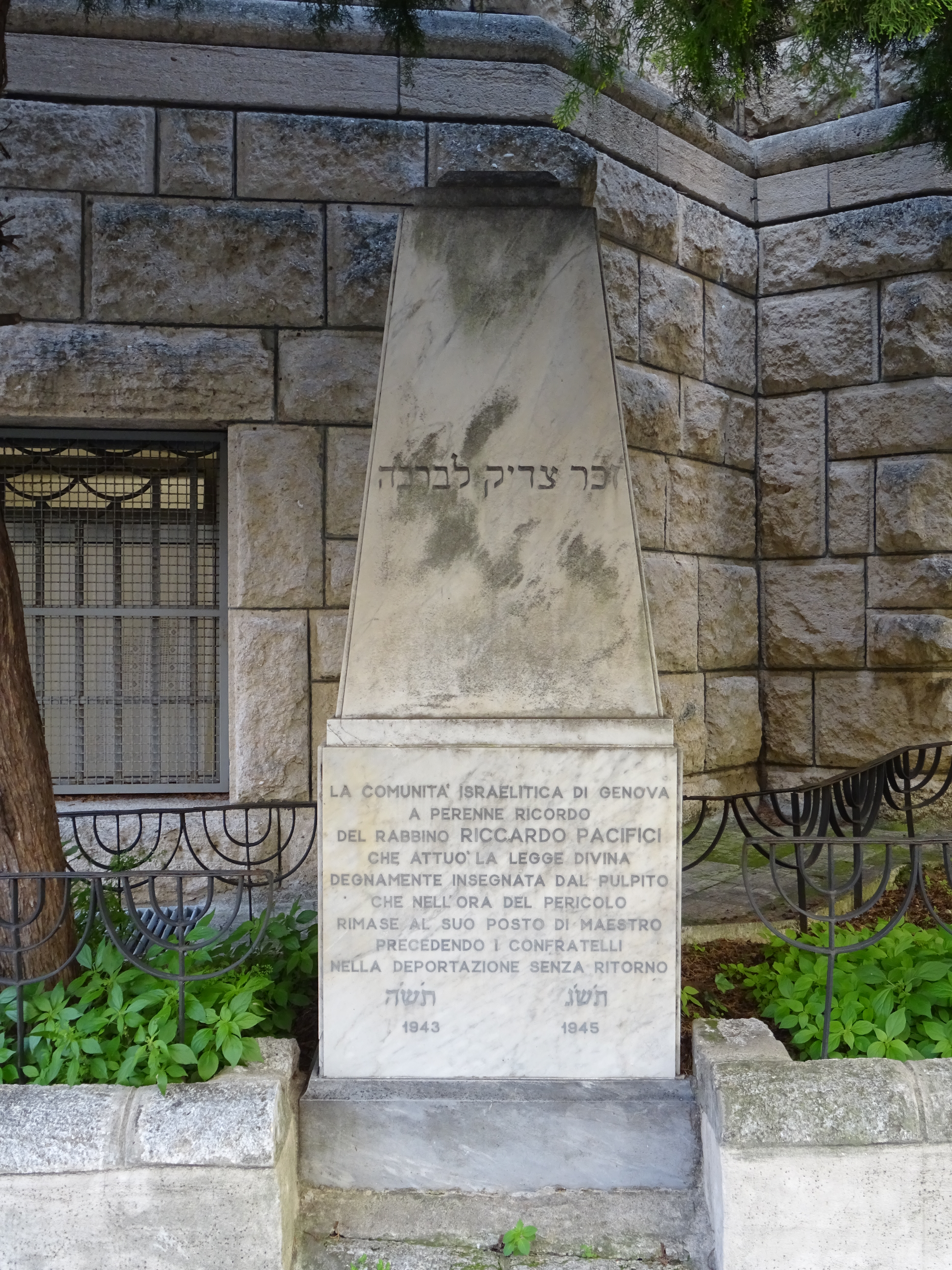
Lápida en recuerdo del rabino Riccardo Pacifici

## Otros proyectos
- Wikimedia Commons contiene imágenes u otros archivos de la  Sinagoga de Genova

- Datos: Q3961368
- Multimedia: Synagogue (Genoa) / Q3961368